# ملعب دوس باريروس

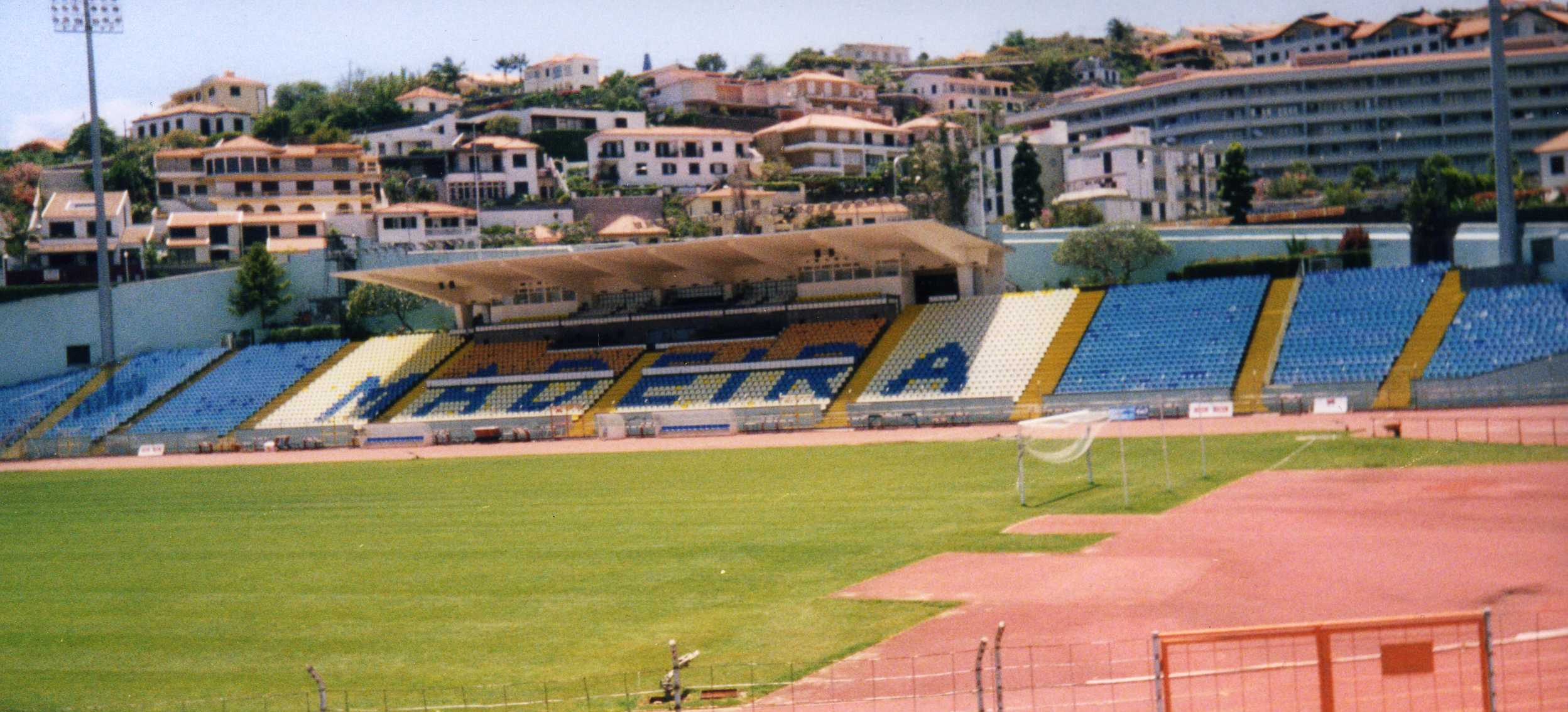

ملعب دوس باريروس هو ملعب متعدد الاستخدام في فونشال، البرتغال. غالبا ما يتم استخدامه لمباريات كرة القدم. يتعبر الملعب الرئيسي لنادي ماريتيمو الرياضي. يستطيع استيعاب 8,922 من المتفرجين فقط.